# 罗拉·希尔施贝格
罗拉·希尔施贝格（英語：Lora Hirschberg，1963年—）美国女音频工程师。她赢得了1次奥斯卡最佳音响效果奖，并获得了1次提名。自1990年起，希尔施贝格参与制作了110多部电影。希尔施贝格的同性妻子是劳拉。

## 部分影视作品
希尔施贝格赢得过1次奥斯卡金像奖，并获得了1次提名。
获奖
- 盗梦空间 (2010)[4]

提名
- 黑暗骑士 (2008)[5]